# Ernestviller
Ernestviller är en kommun i departementet Moselle i regionen Grand Est (tidigare regionen Lorraine) i nordöstra Frankrike. Kommunen ligger i kantonen Sarralbe som tillhör arrondissementet Sarreguemines. År 2022 hade Ernestviller 506 invånare.

## Befolkningsutveckling
Antalet invånare i kommunen Ernestviller
| Referens: INSEE |